# Huizúcar
Huizúcar es un distrito del departamento de La Libertad, El Salvador. Tiene una población de 12 287 habitantes según el censo de 2024.
| Censo | Población | Cambio | Porcentaje |
| ----- | --------- | ------ | ---------- |
| 2007  | 14 465    | N/D    | N/D        |
| 2024  | 12 287    | -2 178 | -15.1%     |

## Historia
Huizúcar es una localidad de origen precolombino. Se estima que para mediados del siglo XVI su población era de unos 700 indígenas. A finales del siglo XVIII era pueblo del curato de San Jacinto, y Pedro Cortés y Larraz estableció el número de habitantes en 874. Asimismo, alrededor del año 1785 fue construida su iglesia. Huizúcar ingresó al Partido de San Salvador en 1786.
El Intendente Antonio Gutiérrez y Ulloa, en un informe del año 1807, estableció su población en 1266 personas, y agregó en su informe que sus vecinos eran... “dedicados a la labranza de maíces, arroz y frijol de que se sacan mucha utilidad, algunos se ocupan en la pesca que es de buen gusto y abundante en todo tiempo fuera de los Equinoxios”.
Después del fallido intento de sublevación del 24 de enero de 1814, contra las autoridades de la Intendencia de San Salvador, Pedro Pablo Castillo se refugió en esta localidad, ya que allí poseía una pequeña heredad.

### Pos-independencia centroamericana
En la época republicana, perteneció al departamento de San Salvador desde 1824 a 1835; y desde esta fecha al Distrito Federal Centroamericano, hasta el año 1839. Posteriormente retornó al departamento de San Salvador. Para 1865 fue agregado a La Libertad.
De acuerdo con la estadística del departamento de La Libertad hecha por el gobernador José López en el 23 de mayo de 1865, la población era de 1429 personas.
En 1890 tenía 3340 habitantes. El 30 de julio de 1970 se le otorgó el título de villa.
Para el 30 de diciembre de 1883, la municipalidad concluyó una casa de teja con corredor y 16 varas de largo y 7 de ancho para la escuela de niños, hizo varias reparaciones a la escuela de niñas, al cabildo y a las cárceles. También se edificó la ermita del Calvario de 20 varas largo y 10 ancho.
| Sexos   | Sexos   | Razas  | Razas | Edad             | Edad      | Edad       | Edad       | Edad       | Edad       | Edad        | Estado Civil | Estado Civil | Estado Civil | Instrucción | Instrucción    |
| Hombres | Mujeres | Blanca | India | Menores de 1 año | De 1 a 13 | De 14 a 17 | De 18 a 21 | De 22 a 45 | De 46 a 60 | De 61 a 100 | Solteros     | Casados      | Viudos       | Saben leer  | Saben escribir |
| ------- | ------- | ------ | ----- | ---------------- | --------- | ---------- | ---------- | ---------- | ---------- | ----------- | ------------ | ------------ | ------------ | ----------- | -------------- |
| 938     | 950     | 200    | 1688  | 97               | 825       | 147        | 159        | 481        | 146        | 33          | 1200         | 583          | 105          | 53          | 35             |
| 49.7%   | 50.3%   | 10.6%  | 89.4% | 5.1%             | 43.7%     | 7.8%       | 8.4%       | 25.5%      | 7.7%       | 1.8%        | 63.5%        | 30.9%        | 5.6%         | 2.8%        | 1.9%           |
| Total   |         |        |       |                  |           |            |            |            |            |             |              |              |              |             |                |
| 1888    |         |        |       |                  |           |            |            |            |            |             |              |              |              |             |                |

## Información general
El distrito tiene un área de 44,33 km², y la cabecera una altitud de 650 m s. n. m. Las fiestas patronales se celebran en el mes de septiembre en honor a San Miguel Arcángel. El topónimo náhuat Huizúcar significa: "Lugar en el camino de las espinas"; y la evolución del nombre de la localidad ha sido: Eucucar (1609), San Miguel Guitzocan (1689), y San Miguel Güizúcar (1770 y 1807).

## Puntos turísticos
Existen algunos lugares de interés turístico para visitar:
1. Iglesia Católica Colonial data desde 1774, conserva casi intactas decoraciones desde su construcción, ha resistido alrededor de 10 terremotos, guerra, lluvias torrenciales entre otras catástrofes. Con un interior lleno de detalles antiguos tallados a mano y alteres barrocos, las paredes están hechas con una mezcla de adobe y piedra llegando a lograr un grosor de 1.50 metros.

1. La Cascada, se encuentra ubicada a tan solo un kilómetro del casco urbano, con una trayectoria de una caminata interesante con vistas espectaculares, para al fin llegar y poder disfrutar un momento rodeado de total naturaleza y tranquilidad.

1. La Pilona, con un largo viaje lleno de aventuras extremas ubicada alrededor de 4 kilómetros del casco urbano, con una pequeña lista de leyendas mágicas siendo la más interesante la del "pez dorado" que habita en las profundidades de esta poza cabe mencionar que es la más profunda del lugar.

### San Juan Buenavista
San Juan Buenavista es un cantón que limita al este con Rosario de Mora y al oeste con San José Villanueva, ubicado en el pueblo de Huizúcar La Libertad, El Salvador.

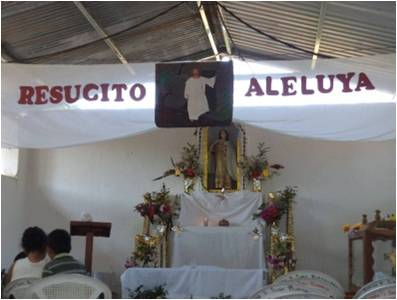
“Queremos AMAR COMO TÚ, que das la vida y te comunicas con todo lo que eres. Quisiéramos decir como San Pablo: «Mi vida es Cristo» (Flp. 1,21). Nuestra vida no tiene sentido sin ti”.

San Juan en época de guerra fue un lugar  tranquilo, la gente trabajaba el añil en la hacienda perteneciente a  la familia pudiente de los Girolas, para la mayor parte de las familias era su única fuente de subsistencia, se les ofrecía alimentación, techo  y diversidad de trabajo, con el paso del tiempo  fueron formando cooperativas con la ayuda de la misma familia Girola que les dio como recompensa por su trabajo y buen comportamiento una parcela, en la que podían construir su casa y con ayuda de organizaciones como la ONG  Plan internacional, entre otras.  Se construyeron casas, una unidad de Salud y una Escuela, así poco a poco se fue desarrollando. La familia de los Girolas donó el terreno para construir una iglesia, ésta tiene como patrón  a San Juan Evangelista, la feligresía lo celebra el 24 de junio. La población cuenta con un 20 % que profesan la fe católica: la mayoría participa en todos los eventos que se realizan, tanto como en la Semana Santa como otros que se celebran a lo largo del año. Un porcentaje de un 80 % es de miembros de otras confesiones religiosas, en  su mayor parte de la Iglesia Evangélica. En el cantón viven aproximadamente unas 150 familias, también cuentan con el acompañamiento y apoyo espiritual de sacerdotes diocesanos y hermanas religiosas.

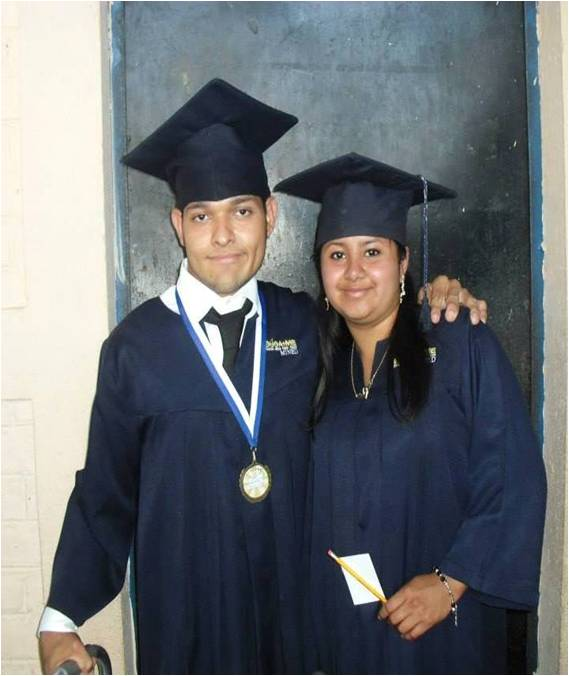
"Solamente la libertad que se somete a la Verdad conduce a la persona humana a su verdadero bien. El bien de la persona consiste en estar en la Verdad y en realizar la Verdad".

La nueva generación de niños y jóvenes, cuenta con los niveles educativos de 1.º a 9.º y con mucha entrega y dedicación los niños y niñas van descubriendo sus talentos, pero eso no basta,  también necesitan el apoyo incondicional del estado ya que son muchas sus necesidades y sus carencias y principalmente que el  ministerio de educación  les brinde toda la ayuda posible  y su apoyo para que el derecho a la educación de todos los jóvenes sea una realidad y un camino a la esperanza para una vida con oportunidades para todos ellos, que puedan tener un futuro y una vida en un cantón mejorado en todo, en educación, en infraestructuras, en sanidad, vivienda, ayudas sociales… que logren llevar a San Juan una vida digna.

## Galería

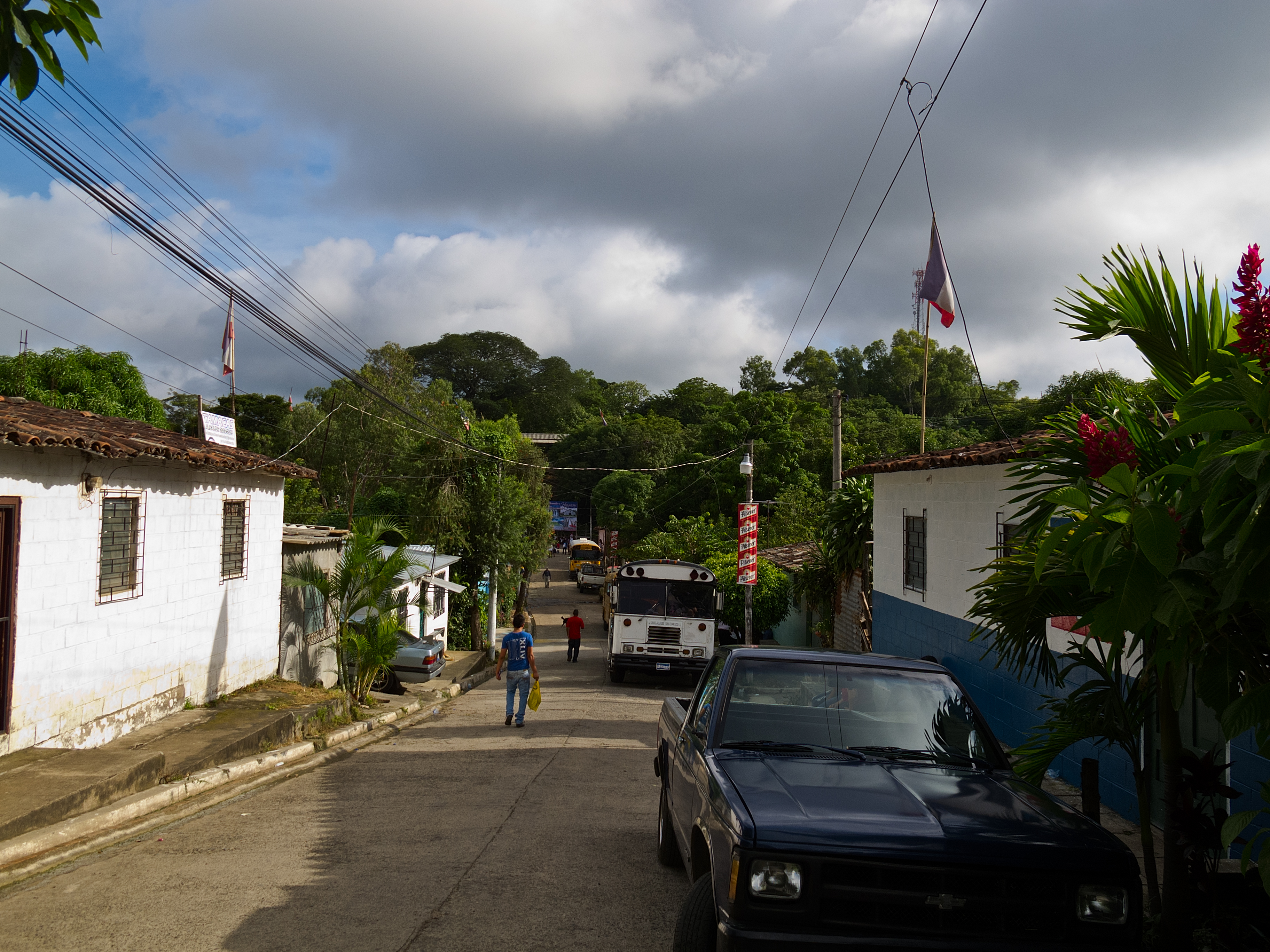
Mirando al sur.
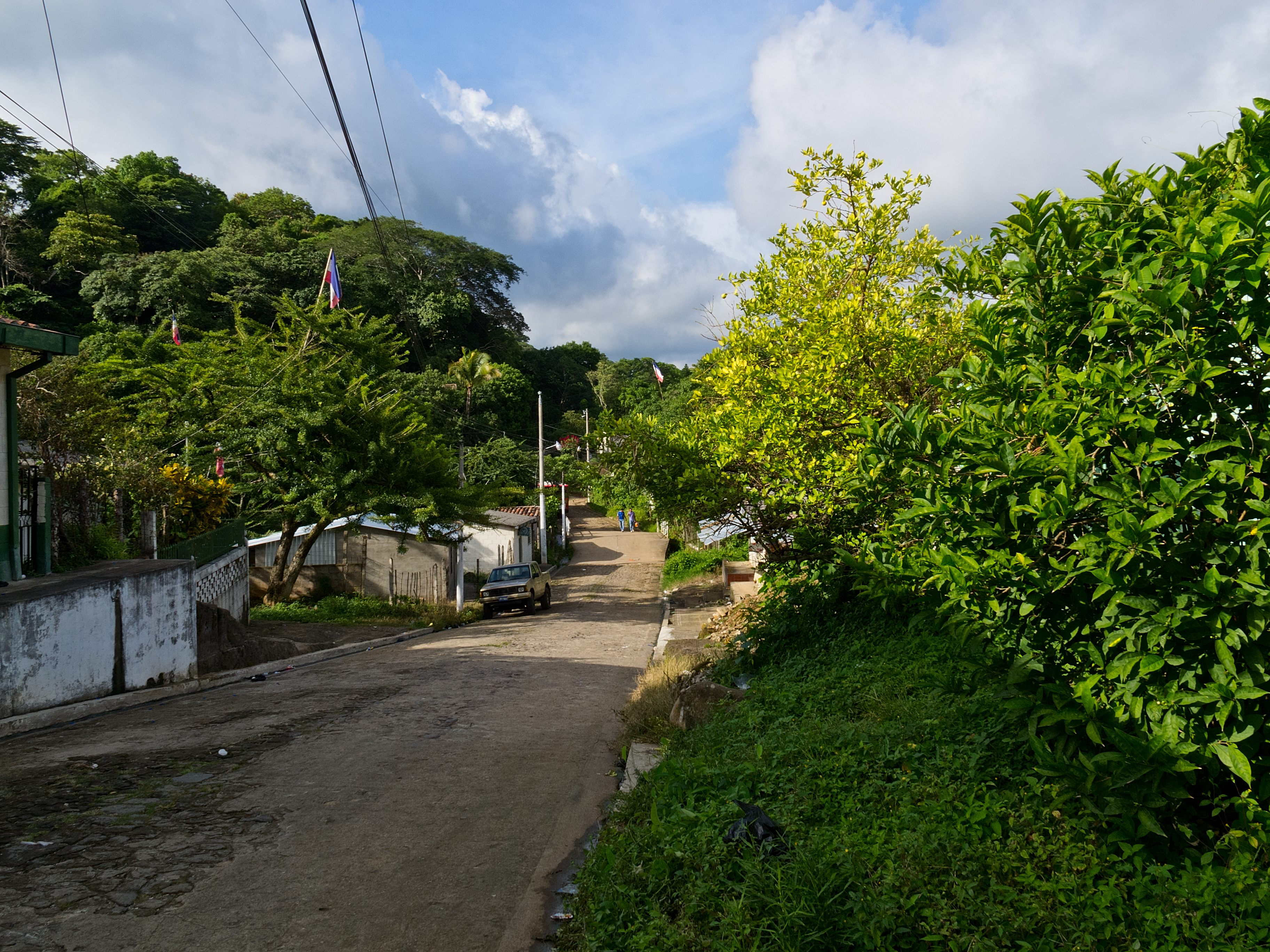
Mirando al norte.
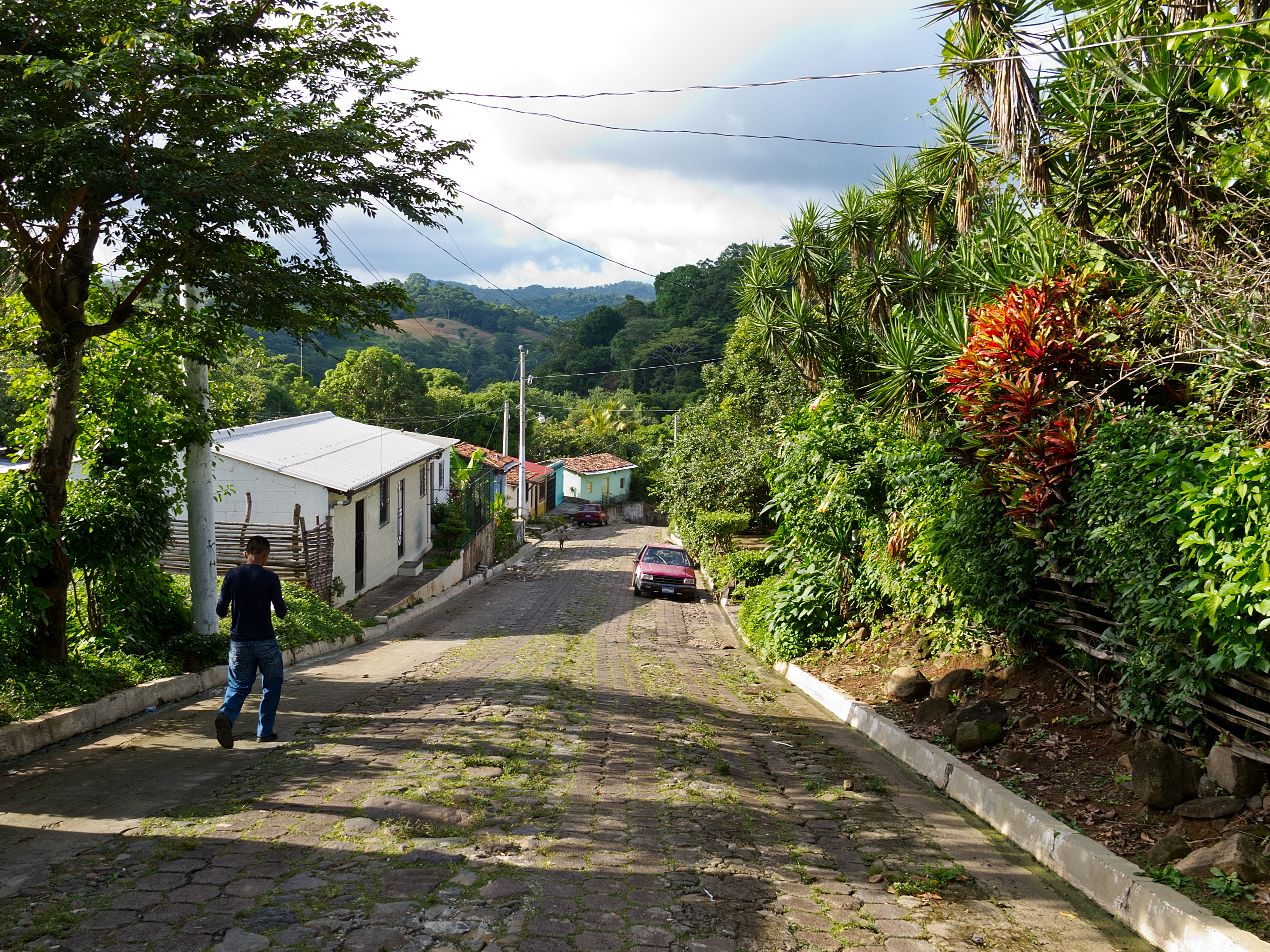
Calles de Huizúcar.
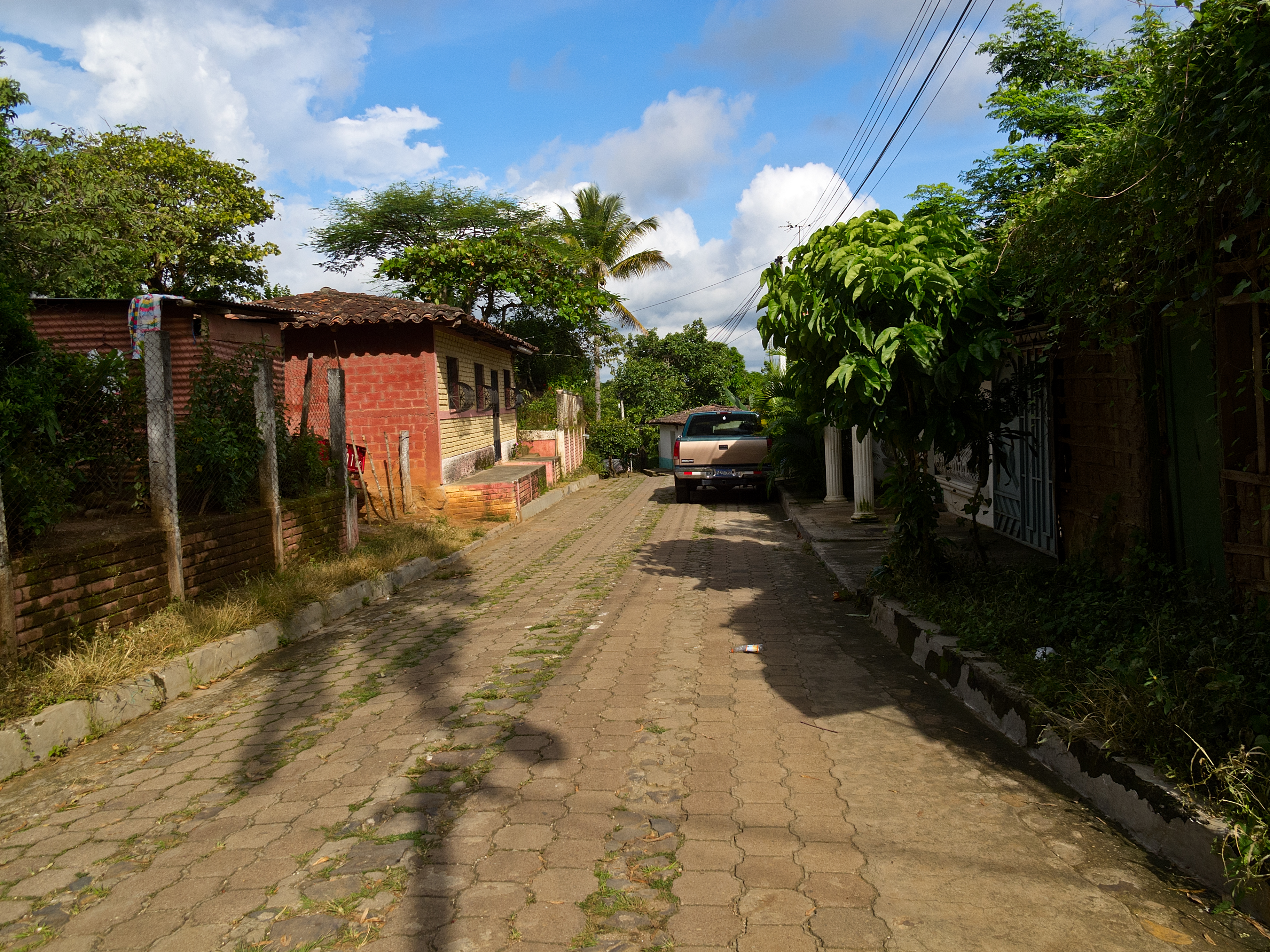
Mirando al este.